# 성진석
성진석은 대한민국의 육상 선수로 주 종목은  멀리뛰기이다. 2023년 항저우아시안 게임에 참가했었고 예선에서 7ｍ48을 뛰어 전체 11위로 12명이 나가는 결선에 진출했었다. 개인 최고 기록은 2023년 전국육상경기선수권대회에서 작성한 8.06m이다.

## 기록

### 대회 기록
- 2023년 전국육상경기선수권대회(8.06m)